# Lijst van 3FM Megahits in 1993
Deze hits waren in 1993 3FM Megahit op Radio 3:
| Nr. | Week    | Artiest                        | Titel                                          | Hoogste positie in de Mega Top 50 |
| --- | ------- | ------------------------------ | ---------------------------------------------- | --------------------------------- |
| 1   | Week 5  | Candy Dulfer                   | Sax-a-Go-Go                                    | 12                                |
| 2   | Week 6  | Whitney Houston                | I'm Every Woman                                | 4                                 |
| 3   | Week 7  | Rod Stewart                    | Ruby Tuesday                                   | 21                                |
| 4   | Week 8  | Jackyl                         | The Lumberjack                                 | 6                                 |
| 5   | Week 9  | Shaggy                         | Oh Carolina                                    | 6                                 |
| 6   | Week 10 | The Radios                     | She Goes Nana                                  | 2                                 |
| 7   | Week 11 | David Bowie                    | Jump They Say                                  | 24                                |
| 8   | Week 12 | Snow                           | Informer                                       | 2                                 |
| 9   | Week 13 | Hooters                        | Twenty-Five Hours a Day                        | 28                                |
| 10  | Week 14 | Haddaway                       | What Is Love                                   | 1(6wk)                            |
| 11  | Week 15 | The Bluebells                  | Young at Heart                                 | 15                                |
| 12  | Week 16 | Thelonious Monster             | Body and Soul?                                 | 22                                |
| 13  | Week 17 | 2 Unlimited                    | Tribal Dance                                   | 2                                 |
| 14  | Week 18 | Ten Sharp                      | Dreamhome (Dream On)                           | 24                                |
| 15  | Week 19 | UB40                           | (I Can't Help) Falling in Love with You        | '1(4wk)                           |
| 16  | Week 20 | Spin Doctors                   | Two Princes                                    | 3                                 |
| 17  | Week 21 | Arrested Development           | Mama's Always on Stage                         | 22                                |
| 18  | week 22 | The Black Crowes               | Remedy                                         | 19                                |
| 19  | Week 23 | Rob 'n' Raz                    | Clubhopping                                    | 11                                |
| 20  | Week 24 | De Jazzpolitie                 | Liefdesliedjes                                 | 6                                 |
| 21  | Week 25 | Neneh Cherry                   | Buddy X                                        | 23                                |
| 22  | Week 26 | O.M.D.                         | Dream of Me                                    | 22                                |
| 23  | Week 27 | Nice Device                    | Cool Corona (Could You Be like Elvis)          | 13                                |
| 24  | Week 28 | Chaka Demus & Pliers           | Tease Me                                       | 5                                 |
| 25  | Week 29 | Janet Jackson                  | If                                             | 10                                |
| 26  | Week 30 | Los del Río                    | Macarena                                       | 15                                |
| 27  | Week 31 | Stone Temple Pilots            | Plush                                          | 15                                |
| 28  | Week 32 | Stakka Bo                      | Here We Go                                     | 23                                |
| 29  | Week 33 | Sub Sub & Melanie Williams     | Ain't No Love (Ain't No Use)                   | 18                                |
| 30  | Week 34 | Apache Indian                  | Nuff Vibes Ep (Boom Shack-a-lak)               | 10                                |
| 31  | Week 35 | Bitty McLean                   | It Keeps Rainin' (Tears from My Eyes)          | '1(2wk)                           |
| 32  | Week 36 | Prince                         | Peach                                          | 8                                 |
| 33  | Week 37 | Earth, Wind & Fire             | Sunday Morning                                 | 26                                |
| 34  | Week 38 | Tony! Toni! Toné!              | If I Had No Loot                               | 19                                |
| 35  | Week 39 | Soul Asylum                    | Runaway Train                                  | 3                                 |
| 36  | Week 40 | Freddie McGregor & Snagga Puss | This Carry Go Bring Come (Chatty Chatty Mouth) | 14                                |
| 37  | Week 41 | M People                       | Moving on Up                                   | 11                                |
| 38  | Week 42 | Phil Collins                   | Both Sides of the Story                        | 8                                 |
| 39  | Week 43 | Chaka Demus & Pliers           | She Don't Let Nobody                           | 12                                |
| 40  | Week 44 | Valensia                       | Gaia                                           | 2                                 |
| 41  | Week 45 | Tom Petty & The Heartbreakers  | Mary Jane's Last Dance                         | 26                                |
| 42  | Week 46 | Robby Valentine                | Megaman                                        | 16                                |
| 43  | Week 47 | U2                             | Stay (Faraway, So Close!)                      | 10                                |
| 44  | Week 48 | Björk & David Arnold           | Play Dead                                      | 11                                |
| 45  | Week 49 | Snoop Doggy Dogg               | What's My Name?                                | 8                                 |
| 46  | Week 50 | Cher & Beavis and Butt-head    | I Got You Babe                                 | 10                                |
| 47  | Week 51 | Sagat                          | Funk Dat                                       | 15                                |
| -   | Week 52 | Geen 3FM Megahit               | Geen 3FM Megahit                               | Geen 3FM Megahit                  |

1993 · 
1994 ·
1995 · 
1996 ·
1997 ·
1998 ·
1999 ·
2000 ·
2001 ·
2002 ·
2003 ·
2004 ·
2005 ·
2006 ·
2007 ·
2008 ·
2009 ·
2010 ·
2011 ·
2012 ·
2013 ·
2014 ·
2015 ·
2016 ·
2017 ·
2018 ·
2019 ·
2020 ·
2021 ·
2022 ·
2023 ·
2024 ·
2025